# Mathis Le Berre
Mathis Le Berre (født 16. april 2001 i Saint-Brieuc) er en cykelrytter fra Frankrig, der er på kontrakt hos Arkéa-B&B Hotels.